# يوسوكي كاوااغيشي
يوسوكي كاوااغيشي (باليابانية: 川岸 祐輔) (26 مايو 1992 في مايه-باشي في اليابان – )؛ هو لاعب كرة قدم ياباني سابق كان يلعب كمدافع.

## وصلات خارجية
- يوسوكي كاوااغيشي على موقع رابطة كرة القدم اليابانية للمحترفين (اليابانية)
- يوسوكي كاوااغيشي على موقع قاعدة بيانات كرة القدم.إي يو (الإنجليزية)
- يوسوكي كاوااغيشي على موقع Soccerway.com (الإنجليزية)
- يوسوكي كاوااغيشي على موقع عالم كرة القدم.نت (الإنجليزية)